# Drezína
Drezína je lehké kolejové vozidlo sloužící pro dopravu několika málo cestujících, většinou pro služební účely. Může být poháněno mechanicky silou svalů, nebo je vybaveno motorem.
Název je odvozen ze jména vynálezce Karla Draise, konstruktéra silničního jednostopého odrážedla zvaného Laufmaschine nebo draisina, předchůdce dnešních jízdních kol.
Drezíny byly budovány na principu jízdních kol, motocyklů nebo automobilů. Existovaly i drezíny postavené jako jednoduchý vůz s klikou a dvouzvratnou pákou (pumpovací drezína – obdoba principu starých ručních hasičských stříkaček).

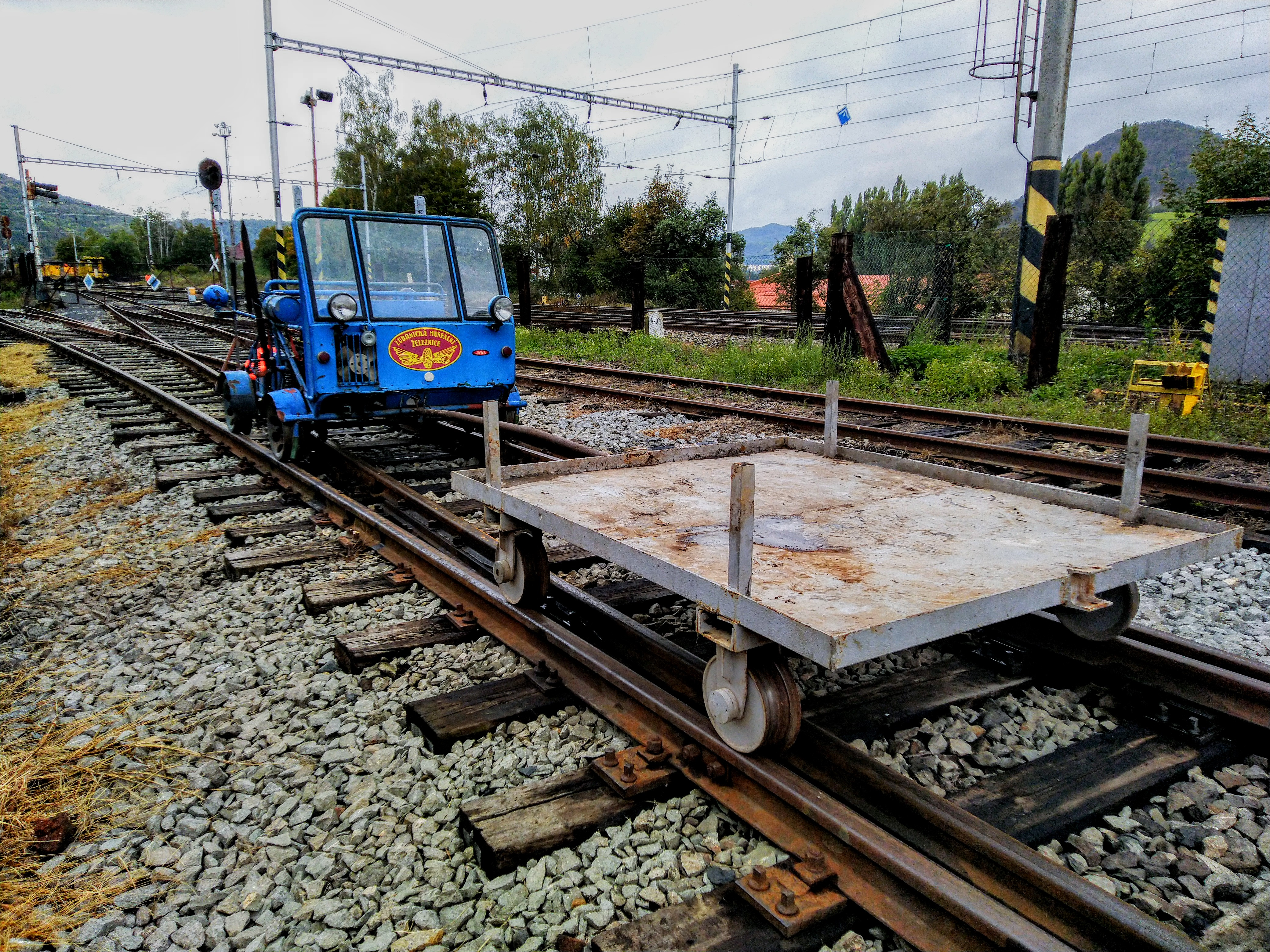
Drezína ve Velkém Březně.
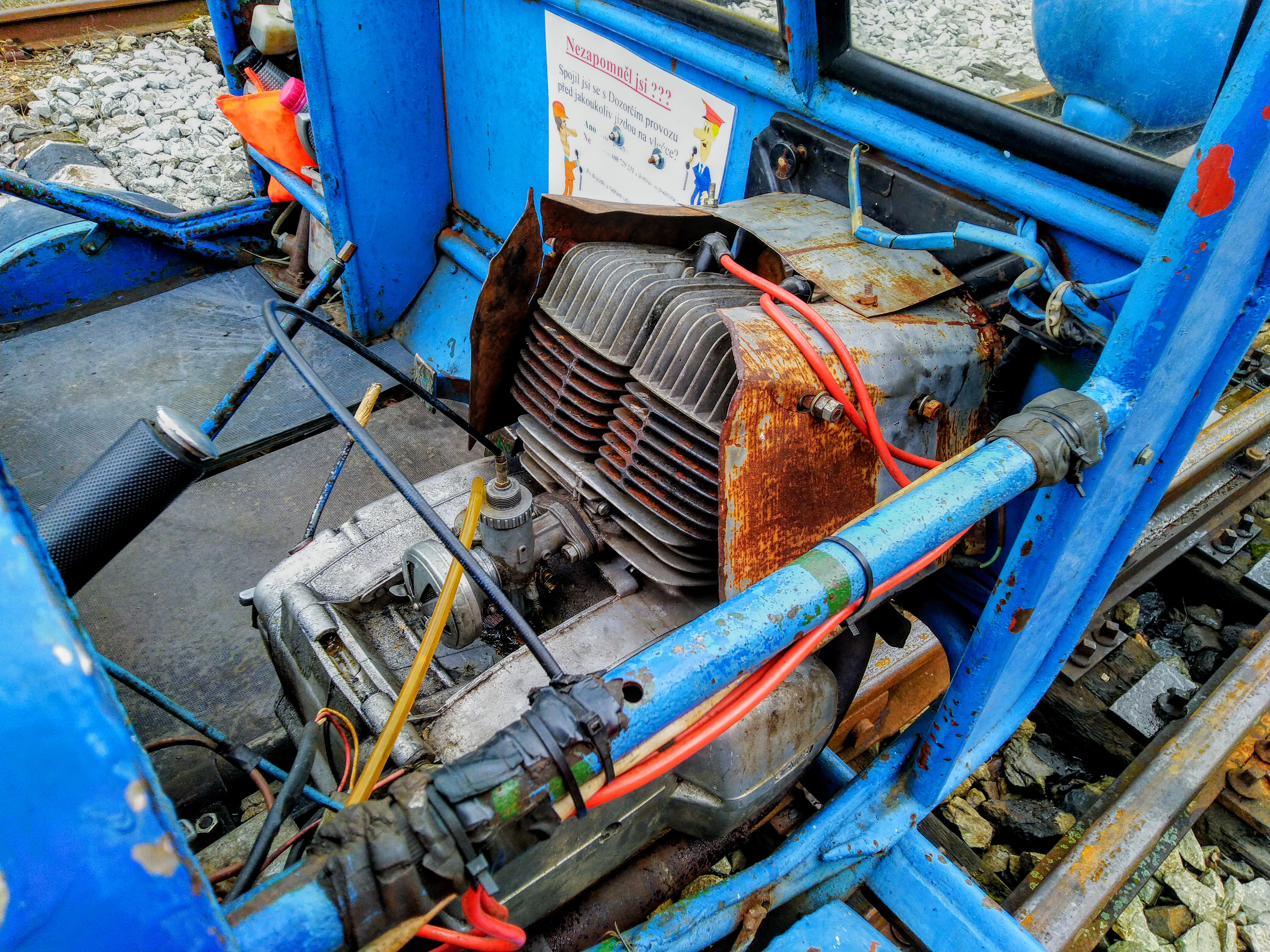
Motor drezíny.
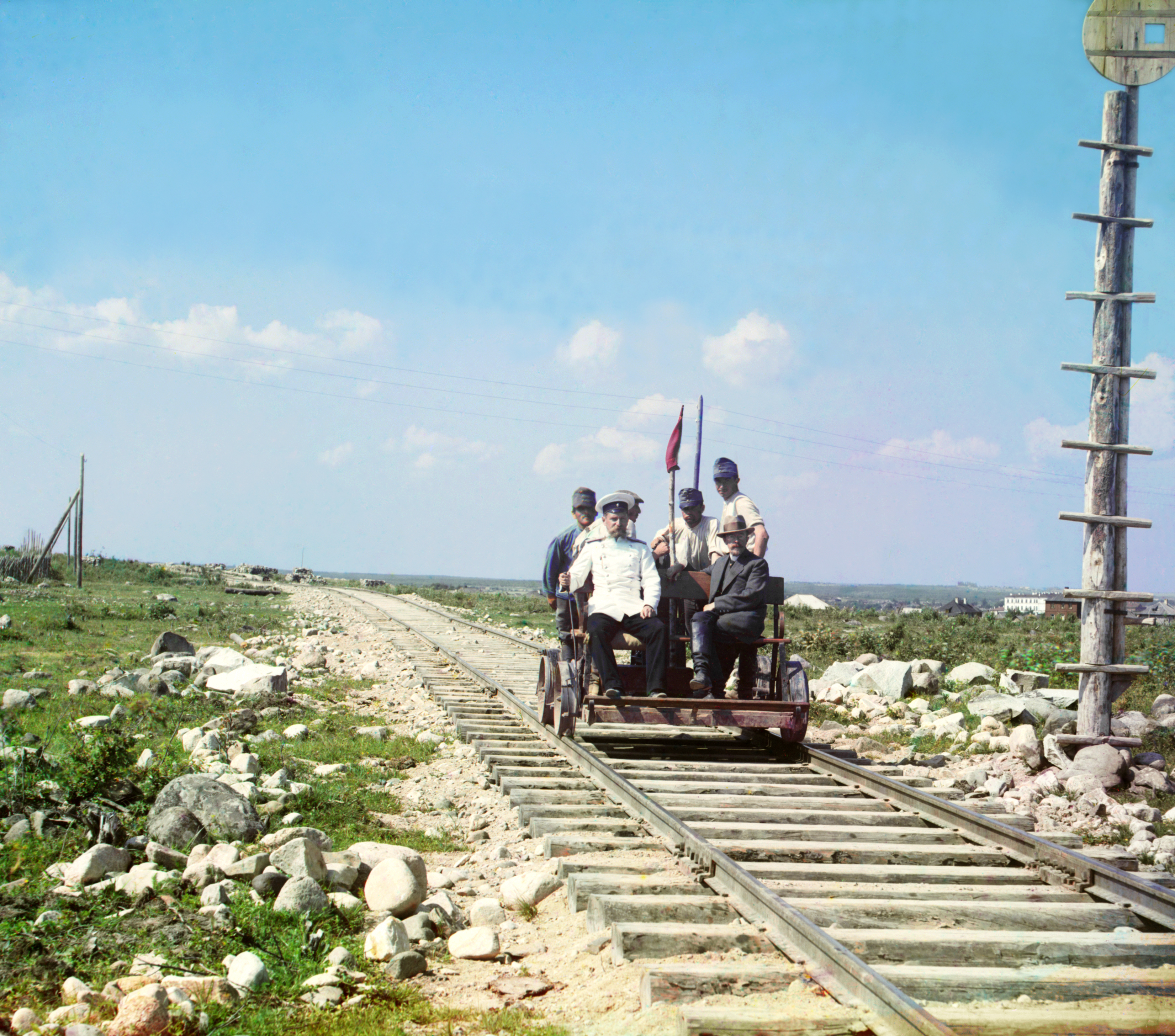
Ruční širkorozchodná drezína poblíž Oněžského jezera (Rusko, 1915)
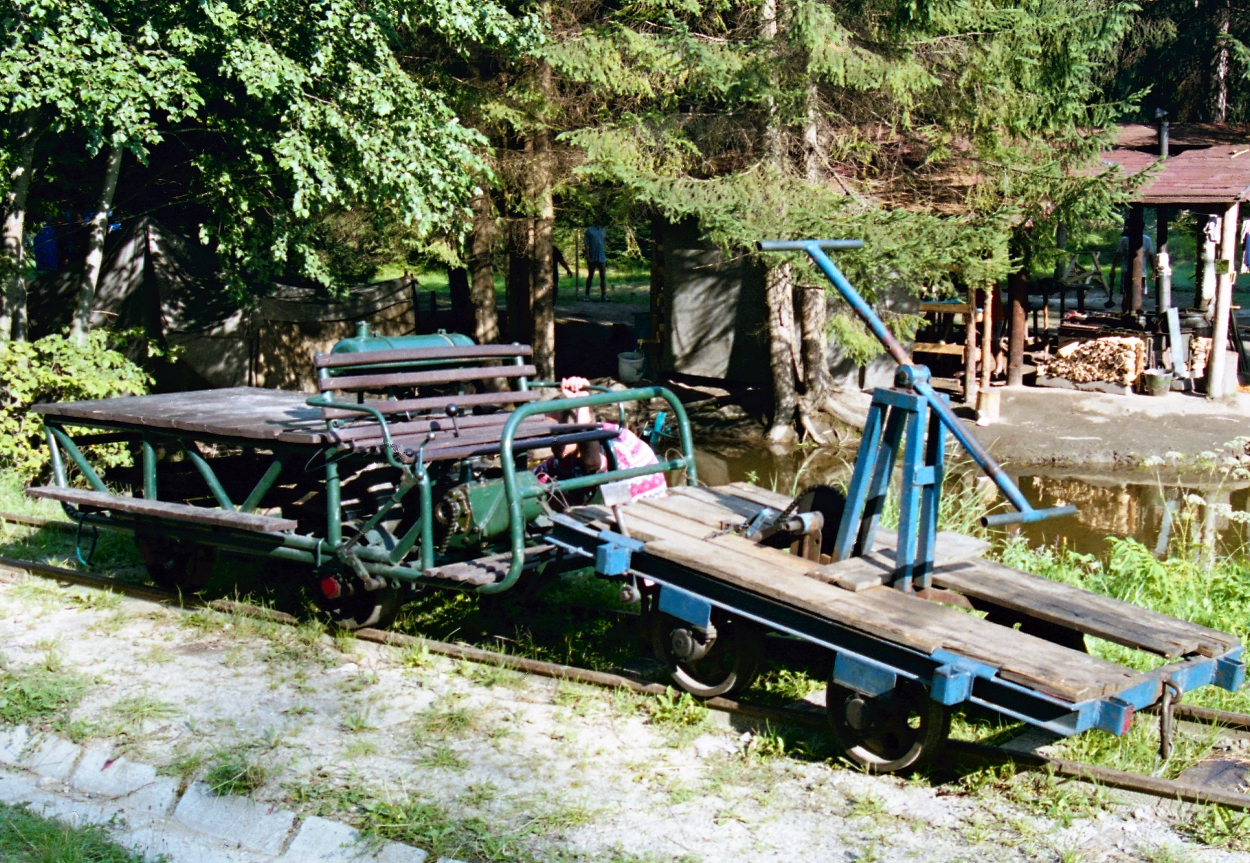
malá ruční pumpovací a malá motorová drezína
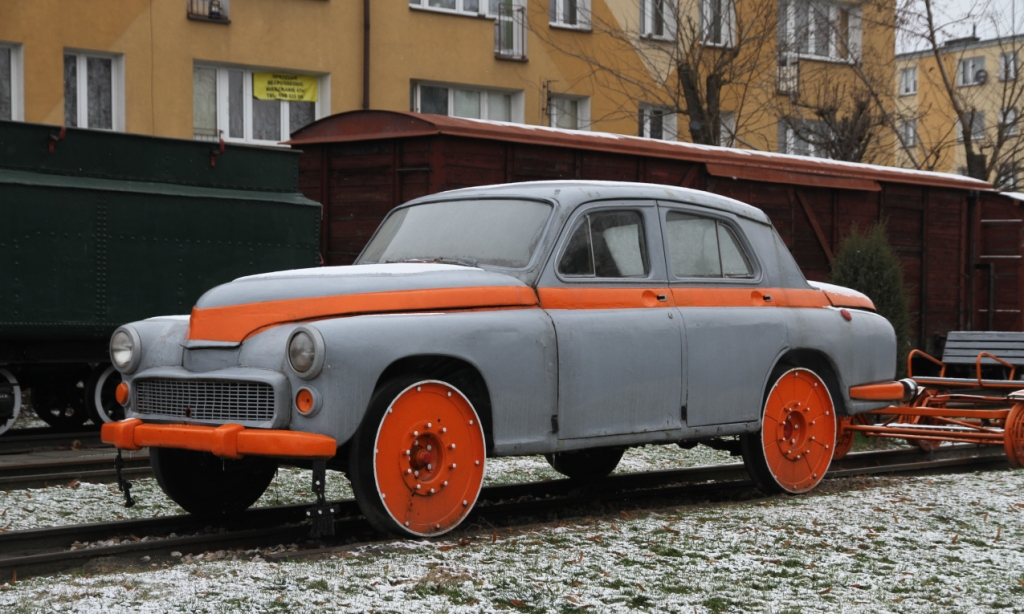
Drezína PKP vzniklá úpravou vozu Warszawa
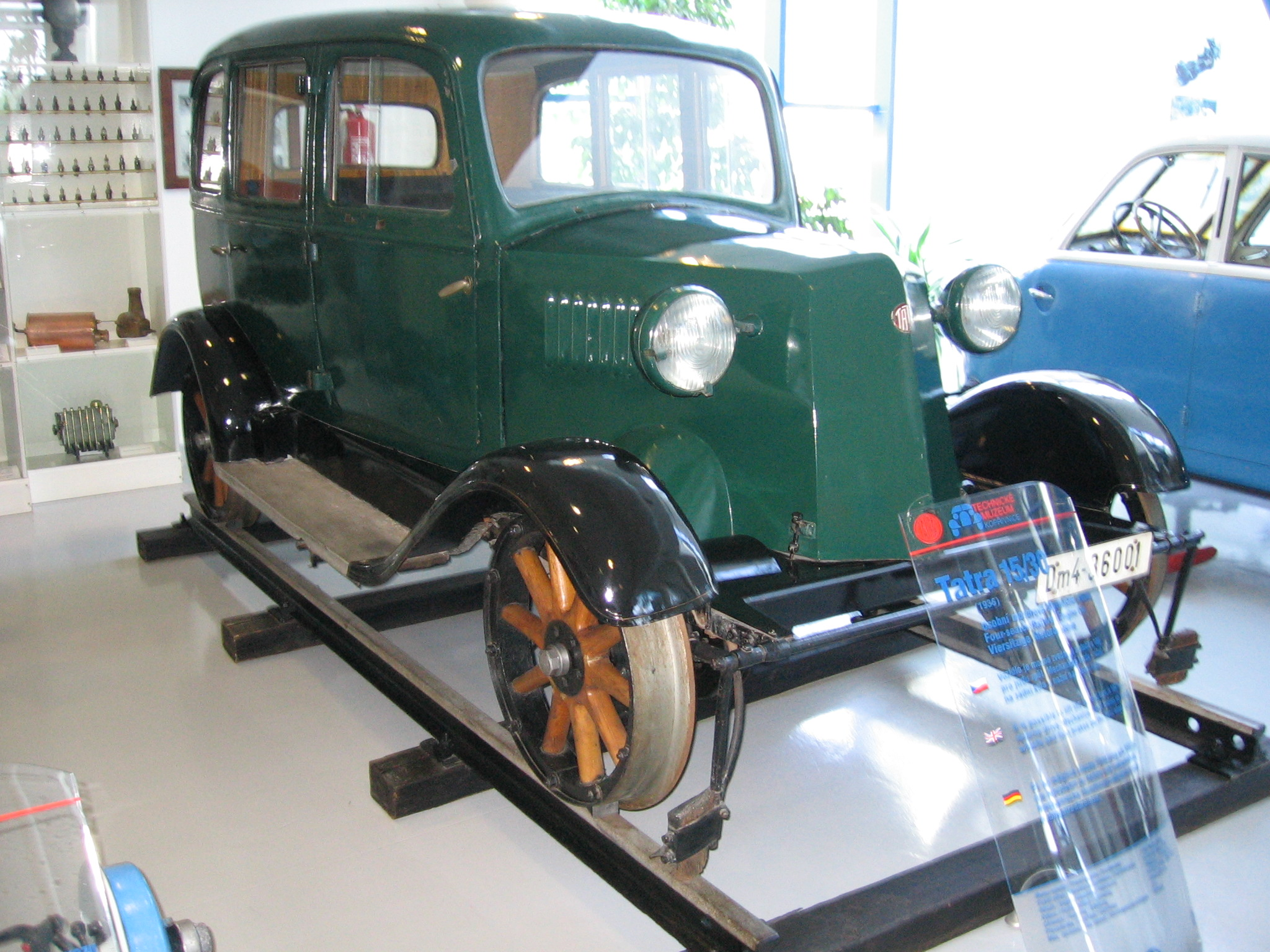
Motorová drezína Tatra 15/30
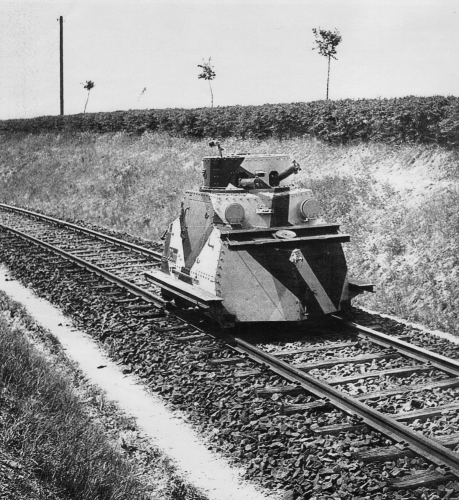
Obrněná drezína Tatra T18